# 1958年世界博覽會
1958年世界博覽會（Expo 1958）是1958年4月17日至9月19日在比利時布魯塞爾舉行的世界博覽會，也是第二次世界大戰之後首次大型國際博覽會，有42個國家和10個國際機構參加，吸引4145萬人參觀。為本次博覽會而興建的原子球塔在博覽會後仍有保存，已成為布魯塞爾的地標。

## 外部連結
- Official website of the BIE（页面存档备份，存于）
- Expo '58 and a Flash-based
- Brussels World's Fair approaches completion, a March 17, 1958 Universal newsreel clip from the Internet Archive
- 1958 Brussels（页面存档备份，存于） from the Bureau International des Expositions website

50°53′48″N 4°20′38″E / 50.89667°N 4.34389°E